# 劉易斯·霍爾特比
劉易斯·霍爾特比 （英語：Lewis Harry Holtby，1990年9月18日—），是一名德國職業足球員，現效力於德乙球隊基爾，曾效力德國國家足球隊。司職中場。
賀治比於亞琛開始其職業生涯，效力2年後簽約史浩克04。他隨後被外借至波琴和緬恩斯。賀治比於2011年外借回歸史浩克04，並隨隊贏得2011年德国超级杯。2013年至2014年的2年間，他先後效力英格蘭超級足球聯賽球隊托定咸熱刺和富咸。其後，賀治比被外借至漢堡，並於2015年正式轉會，效力至2019年。
在國家隊方面，賀治比於2008年至2013年間曾為德國各階青年國家隊上陣，並於2013年歐洲U-21足球錦標賽期間擔任德國隊的隊長。2010年，他在對陣瑞典國家足球隊時首次代表德國國家足球隊上陣，共為德國隊上陣3次。

## 球會生涯

### 早期生涯
1990年9月18日，霍爾特比於西德的埃爾克倫茨出生。他於4歲時加入業餘球隊Sparta Gerderath，開始踢球。霍爾特比的父親亦曾為此球會上陣。11歲時，他轉投慕遜加柏，效力了3個球季後，球會認為他過於矮小和太慢，不適合成為職業足球員，最終霍爾特比離開球會。被球會放棄後，他於14歲時轉投德國乙組足球聯賽球會亞琛。

### 亞琛

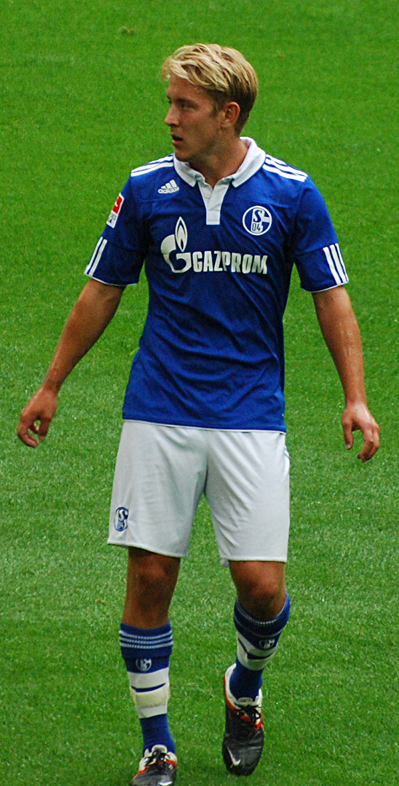
2011年，為史浩克04上陣時的賀治比

效力亞琛的青年軍3年後，賀治比於2007-08賽季簽下職業合約。2007年12月，當時的看守領隊約爾格·施馬德克於2比2賽和聖保利的比賽中，給予賀治比首次一線隊上陣的機會，當時他於下半場時後備入替米高·卡斯柏。職業生涯的首季，賀治比只有2次上陣的機會。於聯賽煞科戰對陣科布伦茨的比賽中，賀治比再次上陣，但球隊以1比3落敗。
次季，新領隊尤爾根·席貝格上任後把賀治比放於左翼的位置上。他於新位置上表現出色，於2008年12月8日，他在對陣1860慕尼黑的比賽中攻入職業生涯首個入球，其後他於次年2月對陣纽伦堡的比賽中梅開二度，協助球隊以6比2大勝對手。全季，賀治比上陣了31場聯賽比賽，攻入8球，球會亦以第4名完成該季的聯賽比賽，以4分之差失去出戰升班附加賽的資格。因他有着出色的表現，賀治比壓過康斯坦丁·劳施和，贏得弗里茨·瓦尔特奖的金獎

### 史浩克04
在2009年，霍爾特比從亞琛轉會來到沙爾克04，簽約四年。於2010年1月獲外借到波琴汲取上陣經驗。雖然賀治比上陣14場射入兩球並交出兩個助攻，但波琴於球季結束後降班德乙，他原本為期1年半的借用合約因而失效，沙爾克04再將他轉借到緬恩斯。

## 國家隊生涯
他也是德國U20國青隊的隊員，霍爾特比的父親是英國人，母親是德國人，不過他表示希望代表德國參加比賽。

## 外部連結
- 足球数据库：劉易斯·霍爾特比的球员统计数据
- fussballdaten.de：劉易斯·霍爾特比之統計數據 （德文）
- 劉易斯·霍爾特比－UEFA國際賽競賽紀錄
- 劉易斯·霍爾特比 – FIFA國際賽競賽紀錄 (存檔)